# Felix Seebauer
Felix Seebauer (* 30. Juli 1921 in Brünn; † 7. Februar 2003 ebenda) war ein deutsch-mährischer Journalist, Buchautor und Übersetzer. Als Gegner des Nationalsozialistischen Regimes und insbesondere der Errichtung des Reichsprotektorats Böhmen und Mähren verbrachte er die Jahre von 1939 bis 1945 in verschiedenen Gefängnissen und Lagern.

## Leben
Seebauer besuchte in Brünn die evangelische Rudolphschule, danach die Deutsche Handelsschule und die Deutsche Handelsakademie. Die Gestapo verhaftete den damals 17-Jährigen noch am Tage der Errichtung des Protektorats (15. März 1939), weil er mit tschechischen Freunden in Flugblättern (nach einer anderen Quelle in einem Artikel) gegen den deutschen Einmarsch protestiert hatte. Am 19. Januar 1941 wurde er vom Volksgerichtshof in Potsdam wegen „Beihilfe zum Hochverrat“ zu acht Jahren Haft verurteilt. Es folgten Jahre der Haft in der Brünner Festung Spielberg, sowie in Lagern in Gefängnissen in Breslau-Kletschkaustraße, Bautzen, Dresden, Chemnitz, Bayreuth-St. Georgen und nahe der Müritz. Als er 1945 nach Brünn zurückkehrte, litt er an Lungen- und Darm-Tuberkulose.
Wegen seiner eindeutig pro-tschechischen Haltung in der NS-Zeit wurde er zunächst nicht wie die meisten anderen Brünner Deutschen vertrieben, aber dann wegen seiner Kritik an der Vertreibung und der zunehmenden Stalinisierung der Tschechoslowakei erneut verhaftet. Ende Februar 1948, nur Tage nach dem kommunistischen Februarumsturz, wurde er aus politischen Gründen und nicht zuletzt wegen seiner deutschen Herkunft angeklagt. Die Hauptverhandlung acht Monate später vor dem Volksgericht in Brünn/Brno endete allerdings mit einem Freispruch.
Felix Seebauer lebte in den folgenden Jahren in Prag und arbeitete vorwiegend als freier Übersetzer, wobei er für verschiedene Verlage insgesamt 143 Bücher aus dem Tschechischen ins Deutsche übertrug. Von 1961 bis 1966 studierte er die meiste Zeit illegal Germanistik und Slavistik, die drei Abschlussprüfungen konnte er schließlich in einer Zeit des politischen Tauwetters in der CSSR in deutscher Sprache ablegen. Von 1968 bis 1970 war er Chefredakteur der (unpolitischen) Monatszeitschrift "Revue Merkur", Vorsitzender des „Clubs Modernes Deutsch“ und später der „Arge Inter-termin“. Von 1971 bis zur Wende 1989 (nach anderer Quelle erst nach 1989) arbeitete er als CSSR-Korrespondent der Austria Presse Agentur. 1990 gründete er das deutschsprachige Prager Wochenblatt, das er bis zu dessen Einstellung 1997 als Chefredakteur herausgab. 
Seit der Wende von 1989 bis kurz vor seinem Tode berichtete er für kleinere deutsche Periodika aus der Tschechischen Republik, darunter für die Sudetendeutsche Zeitung und hielt Vorträge. Mitte der 1990er Jahre anerkannte ihn die Tschechische Republik offiziell als „tschechischen Widerstandskämpfer deutscher Nationalität“. Ende der 1990er Jahre zog er aus Prag in seine Heimatstadt zurück, wo er zusammen mit jüngeren Deutschen und Tschechen den „Deutschen Sprach- und Kulturverein“ gründete, dessen Ehrenmitglied er bis zu seinem Tode war.
Seebauer veröffentlichte auch mehrere belletristische Werke, darunter seine Kindheitserinnerungen aus Brünn („Fröhlichergasse 15“). Ferner schrieb er „Brünner Gespenstergeschichten“, „Rübezahl“, den „Brünner Dekameron“, „Die Geschichte des Nathan Blumenbaum“ und „Lieder in der Einsamkeit“.